# Mark VI
Mark VI var ett brittiskt projekt för en tung stridsvagn under första världskriget. Den utvecklades som en vidareutveckling av tidigare modeller, men projektet avbröts innan någon prototyp hann byggas.

## Utveckling
I december 1916 gav den brittiska Tank Supply Committee i uppdrag att utveckla två nya stridsvagnar: Mark V och Mark VI. Medan Mark V skulle baseras på den befintliga Mark I-designen, var Mark VI tänkt att vara en helt ny konstruktion. Den 13 juli 1917 presenterades en fullskalig trämodell av Mark VI av företaget Metropolitan Carriage & Wagon. Eftersom inga ritningar har bevarats är fotografierna från detta tillfälle de främsta källorna till information om designen.

## Konstruktion
Mark VI hade en ny skrovdesign med en lägre profil och rundade främre bandtorn. Den saknade traditionella sponsoner; istället fanns det dörrar på sidorna med utskjutande kulsprutepositioner. Huvudbeväpningen bestod av en 57 mm kanon placerad lågt i fronten av skrovet, medan fyra kulsprutor var monterade i ett fyrkantigt torn längre bak. Pansaret var upp till 14 mm tjockt.

## Projektets avslutning
I september 1917 beställde den amerikanska armén 600 exemplar av Mark VI för sitt nybildade tankkår. Detta hotade dock planerna på att utveckla en gemensam anglo-amerikansk stridsvagn, Mark VIII (stridsvagn). I december 1917 beslutade Albert Gerald Stern att avbryta Mark VI-projektet till förmån för Mark VIII. Ingen prototyp av Mark VI byggdes någonsin.